# 民族民主党 (尼泊尔)
民族民主党是尼泊尔的一个主张君主立宪制和印度教民族主义的右翼政党。该党成立于1990年，由潘查亚特时代的尼泊尔首相苏里亚·巴哈杜尔·塔帕和洛肯德拉·巴哈杜尔·钱德创建。该党是国际民主联盟和亚太民主联盟的成员。